# Pittosporum balansae
Pittosporum balansae là một loài thực vật có hoa trong họ Pittosporaceae. Loài này được Aug. DC. miêu tả khoa học đầu tiên năm 1904.